# يوجين تي. ويلسون
يوجين تي. ويلسون هو سياسي أمريكي، ولد في 11 ديسمبر 1852 في ماديسون في الولايات المتحدة، وتوفي في 1925. نشط حزبياً في الحزب الجمهوري. وقد انتخب عضو مجلس ولاية واشنطن ‏.